# Christian Bourgois
Christian Bourgois (ur. 21 września 1933 w Antibes, zm. 20 grudnia 2007 w Paryżu) – francuski wydawca, założyciel i wieloletni właściciel wydawnictwa Christian Bourgois – Éditeur.
Swe wydawnictwo założył w 1966 roku, we współpracy z Dominikiem de Roux. Znane jest ono z popularyzacji we Francji literatury zagranicznej, wśród publikowanych przez niego autorów znajdują się między innymi Gabriel García Márquez, Aleksandr Sołżenicyn, William S. Burroughs, Jim Harrison, Ernst Jünger, António Antunes, Antonio Tabucchi i Witold Gombrowicz. W 1989 roku wydał Szatańskie Wersety Salmana Rushdiego.